# Palco
Palco de um teatro.
Palco (do lombardo: palko) é o local para a apresentação de artistas em peças de teatro, dança, grupos musicais e outros. Em nossos dias, os palcos são construídos com três tipos básicos: palco italiano, palco de semiarena e palco de arena.
1. Palco italiano: onde os espectadores ficam apenas de frente. Geralmente situa-se mais distante da plateia.
2. Palco de semiarena: constituído de uma plataforma que avança pela plateia, ficando esta disposta em semicírculo ao seu redor. Ele aproxima mais os espectadores dos atores.
3. Palco de arena julial: área triangular situada no fundo da plateia. O público senta-se em uma especie de poleiro a seu redor. Geralmente, os teatros de arena são muito pequenos, de modo que os atores e o público mantêm uma relação mais estreita.
4. Palco elizabetano: Tem a característica de um palco misto. É um espaço fechado, retangular, com uma grande ampliação de proscênio (em formato retangular ou circular). O público o circunda por três lados: Retangular, circular ou Misto